# William John Coffee
William John Coffee (1774–1846) byl mezinárodně známý anglický malíř a sochař, který pracoval s porcelánem a terakotou. Věnoval se hlavně sochařství, ale tvořil i olejomalby, díky nimž se ovšem neproslavil. Svou kariéru začínal jako modelář, pracující pro Duesburyho porcelánku na Nottingham Road ve městě Derby. Pozdější část života strávil v Americe.

## Biografie
Coffee pracoval v derbské, ale i pinxtonské porcelánce, a také v hrnčířstvích ve Friar Gate a Church Gresley. Během svého pobytu v Derby vytvářel busty některých místních osobností, včetně Erasmuse Darwina. Tato busta v životní velikosti se nachází v Muzeu a umělecké galerii města Derby. Kromě toho Coffee vytvořil terakotové sochy řeckých postav pro zahradu Josepha Strutta. Struttova zahrada byla roku 1840 darována městu jako Derbské arboretum, sochy řeckých postav se však do současnosti nedochovaly.
V roce 1816 Coffee emigroval do New Yorku, kde se stal slavným sochařem, který pracoval pro osobnosti jako byli James Madison nebo Thomas Jefferson. Také vytvořil pro Jeffersonův dům ornamentální omítku.